# Hyperolius benguellensis
Hyperolius benguellensis es una especie de anfibios de la familia Hyperoliidae.
Habita en Angola, Botsuana, República Democrática del Congo, Malaui, Zambia, Zimbabue y, posiblemente, Mozambique y Namibia.
Su hábitat natural incluye sabanas secas, sabanas húmedas, zonas secas de arbustos, praderas secas a baja altitud, praderas húmedas o inundadas en alguna estación, ríos, pantanos, lagos de agua dulce, marismas de agua dulce y corrientes intermitentes de agua dulce.

## Distribución geográfica
Se encuentra en  Angola, Botsuana, República Democrática del Congo, Malaui, Zambia y Zimbabue.